# Crkvine (Klapavice)
Arheološko nalazište Crkvine nalazi se dva kilometra sjeveroistočno od Klisa uz južnu stranu brze ceste Klis – Dugopolje u mjestu Klapavice.

## Opis
Potječe iz perioda od 5. do 16. stoljeća. Prva arheološka iskopavanja ovdje je proveo don Frane Bulić 1906. godine kada je istražen sjeveroistočni dio kompleksa i otkrivena jednobrodna starokršćanska crkva i cisterna, te četiri srednjovjekovna groba. U razdoblju između travnja i srpnja 2006. godine na Crkvinama je izvršeno revizijsko iskopavanje, te utvrđeno postojanje dviju crkava; sjeverne, prethodno otkrivene Bulićevim istraživanjima i južne s narteksom i upisanom apsidom. Također je istraženo 25 grobova. Arheološko nalazište Klapavice je izuzetno vrijedan spomenički kompleks koji prezentira život dalmatinskog zaleđa od kasne antike do kasnoga srednjeg vijeka.

## Zaštita
Pod oznakom Z-6175 zavedena je kao nepokretno kulturno dobro – pojedinačno, pravna statusa zaštićena kulturnog dobra, klasificirano kao "arheološka baština".

## Vanjske poveznice
|  | Zajednički poslužitelj ima još gradiva o temi Crkvine (Klapavice) |